# Rampf-Gruppe
Die Rampf Holding GmbH & Co. KG (Eigenschreibweise: RAMPF) ist die Konzernobergesellschaft der Rampf-Gruppe, einem deutschen Hersteller von Reaktionsharzen und Maschinensystemen. Der Hauptsitz befindet sich in Grafenberg im Landkreis Reutlingen.

## Geschichte
1980 gründete der Chemotechniker Rudolf Rampf (* 1944) die Rampf Kunststoffsysteme GmbH in Grafenberg im Landkreis Reutlingen, wo das Unternehmen seitdem ansässig ist. Im Jahr 1996 wurde die Epucret GmbH aus Rechberghausen integriert, ein Hersteller von Maschinenbetten aus Mineralguss. 2003 wurde die Rampf-Gruppe durch die Gründung von Rampf Services, Rampf Tooling, Rampf Dosiertechnik und Rampf Ecosystems erweitert.
In den USA wurde 2003 mit Rampf Group, Inc. die erste Auslandsniederlassung gegründet. In 2005 folgte in Japan Rampf Group Japan und in 2007 Rampf (Taicang) Co., Ltd. (seit 2021 RAMPF (Nantong) Co., Ltd.) in China.
Am Stammsitz in Grafenberg eröffnete die Rampf-Gruppe in 2009 ein Innovationszentrum, das vor allem für Labor und Anwendungstechnik genutzt wird.
An den Standorten in Deutschland, China, Japan, Kanada und den USA sind mehr als 800 Mitarbeiter beschäftigt.
2011 zog sich Firmengründer Rudolf Rampf aus der Geschäftsführung der Rampf-Gruppe zurück und gründete einen Beirat, der aus ihm als Vorsitzenden sowie Willi Stächele und Rainer Schiefelbein bestand und 2016 aufgelöst wurde. 2014 wurden die Unternehmen der Rampf-Gruppe umfirmiert.
Seit 2012 bilden Michael und Matthias Rampf, die Söhne von Rudolf Rampf, gemeinsam mit Horst Bader die Geschäftsführung.
2016 wurde das kanadische Unternehmen Apex Composites akquiriert, das auf Design, Konstruktion und Herstellung von Leichtbauteilen aus Kohlenstofffaser- und Glasfaser-Composites spezialisiert ist. Das Unternehmen wurde unter der Firmierung Rampf Composite Solutions in die Gruppe integriert.
2019 gründen die Rampf-Gruppe und ihr langjähriger Geschäftspartner Orient Dosiertechnik das auf Misch- und Dosieranlagen spezialisierte Joint Venture Rampf Korea Co., Ltd.
Zum 1. Juli 2024 wurden die Gruppenunternehmen Rampf Eco Solutions, Rampf Polymer Solutions und Rampf Tooling Solutions zu dem Unternehmen Rampf Advanced Polymers zusammengeführt.

## Unternehmensstruktur
- Rampf Machine Systems ist Systemlieferant und Entwicklungspartner für Rumpf- und Basismaschinen sowie mehrachsige Positionier- und Bewegungssysteme auf Basis von Maschinengestellen aus alternativen Werkstoffen wie Mineralguss, Hartgestein und UHPC.
- Rampf Production Systems baut Niederdruck-, Misch- und Dosieranlagen zum Dichten, Vergießen, Kleben und Schäumen.
- Rampf Composite Solutions entwirft und konstruiert Leichtbauteile aus Kohlenstofffaser- und Glasfaser-Composites.
- Rampf Advanced Polymers entwickelt und produziert reaktive Kunststoffsysteme auf Basis von PUR, Epoxid, Silikon und silanmodifizierten Polymeren sowie alternative Polyole auf Basis von PUR- und PET-Reststoffen.